# فریدریش اشتومان
فریدریش اشتومان (آلمانی: Friedrich Stohmann؛ ۲۵ آوریل ۱۸۳۲ – ۱ نوامبر ۱۸۹۷) یک شیمی‌دان اهل آلمان بود.